# Breme
Pour les articles homonymes, voir Brême (homonymie).
Breme est une commune italienne de la province de Pavie, en Lombardie.

## Histoire
Le village fut fortifié.
Lors de la guerre de Trente Ans, il fut assiégé par les troupes espagnoles en 1638. Alors que les troupes françaises commandées par le maréchal de Créqui, composées des régiments d'Auvergne et de Flandre, venaient au secours de la ville, Créqui fut tué par un boulet en pleine poitrine. Ce coup du sort entraîna la perte du fort pour les troupes françaises.

## Administration
| Période                                  | Période     | Identité          | Étiquette | Qualité |
| ---------------------------------------- | ----------- | ----------------- | --------- | ------- |
| 14 mai 2001                              | 30 mai 2006 | Mario Avalle      |           |         |
| 30 mai 2006                              | En cours    | Francesco Berzero |           |         |
| Les données manquantes sont à compléter. |             |                   |           |         |

### Communes limitrophes
Candia Lomellina, Frassineto Po (AL), Sartirana Lomellina, Valle Lomellina, Valmacca (AL).